# Birkenhead (Neuseeland)
Birkenhead ist ein Stadtteil der ehemaligen eigenständigen Stadt North Shore City auf der Nordinsel von Neuseeland. Seit November 2010 zählt der Stadtteil mit zum Auckland Council.

## Namensherkunft
Birkenhead wurde möglicherweise nach der Stadt gleichen Namens am River Mersey gegenüber von Liverpool benannt. Das englische Birkenhead war damals für seine eleganten und teuren Häuser, seinen Seeblick und seinen malerischen Park, der in New York Citys Central Park kopiert wurde, bekannt.

## Geografie
Birkenhead liegt an der Nordküste des Waitematā Harbour, vier Kilometer nordwestlich des Stadtzentrums von Auckland und zählt heute verwaltungstechnisch zum North Shore Ward. Der südliche Teil des Vorortes, Birkenhead Point, liegt auf einem Landvorsprung  zwischen der Chelsea Bay und der Little Shoal Bay, einen Kilometer westlich der Nordzufahrt zur Auckland Harbour Bridge. Nördlich liegen die Vororte Northcote und Highbury, westlich Chatswood und das Unternehmensgelände von Chelsea. In südöstlicher, südliche und südwestlicher Richtung grenzt der Ort an den Waitematā Harbour.

## Geschichte
Birkenhead war bis zur Eingemeindung zu North Shore City eine eigenständige Stadt und eine Borough. Diese umfasste die Gebiete von Birkenhead Point, Highbury, Chatswood, Verrans Corner, Birkdale und Beach Haven.
Birkenhead wurde 1883 im New Zealand Herald als „wild und öde“ beschrieben, war von der Stadt Auckland durch den Hafen getrennt und dünn besiedelt. 1882 wurde der Ort als Standort für Neuseelands einzige Zuckerraffinerie, der Chelsea Sugar Refinery gewählt, deren Bau 1883 begann. Das Unternehmen baute Häuser für viele seiner Arbeiter, wodurch der Vorort Birkenhead entstand. Die Raffinerie war für viele Jahre der Hauptarbeitgeber des Gebietes und besteht bis heute.
Der Ort war vor seiner Besiedelung von Kauri-Bäumen bewachsen. Da sich das Harz der Bäume noch im Boden befand, lagerten in der Gegend zeitweilig Gumdigger (Leute die nach Harz gruben), die nach dem fossile Kauri-Harz der Bäume suchten. Familien aus Auckland fuhren am Wochenende mit der Fähre über den Waitematā Harbour, um auf den Feldern um Birkenhead ebenfalls nach Harz zu graben. Damit verursachten sie Schäden an den Straßen und Farmen, so dass die Harzsuche durch den Stadtrat später reglementiert wurde.
Birkenhead war eines von mehreren Gebieten um North Shore, die beim Mittelstand als Wohngebiete beliebt waren. Diese, gewöhnlich Fachkräfte oder Geschäftsleute, nutzten als Pendler die Fährverbindung über den Auckland Harbour nach Auckland. Die Kais in Devonport, Northcote und Birkenhead waren sehr belebt, bis 1959 der Bau der Auckland Harbour Bridge die Situation grundlegend änderte. Die Fähre nach Birkenhead wurde jedoch in den 1980er Jahren wieder in Betrieb genommen und gewann mit zunehmenden Staus auf der Brücke wieder stark an Beliebtheit.

## Bildung
Birkenhead besitzt zwei Grundschulen, die Birkenhead School und die Verran Primary School, beide sind koeadukative Grundschulen für die 1. bis 6. Klasse mit einem Decile rating von 10 bzw. 7 und 341 bzw. 243  Schülern. Die Birkenhead School wurde 1919 als Außenstelle der Northcote School in Auckland gegründet, die Verran Primary School wurde 1964 gegründet.

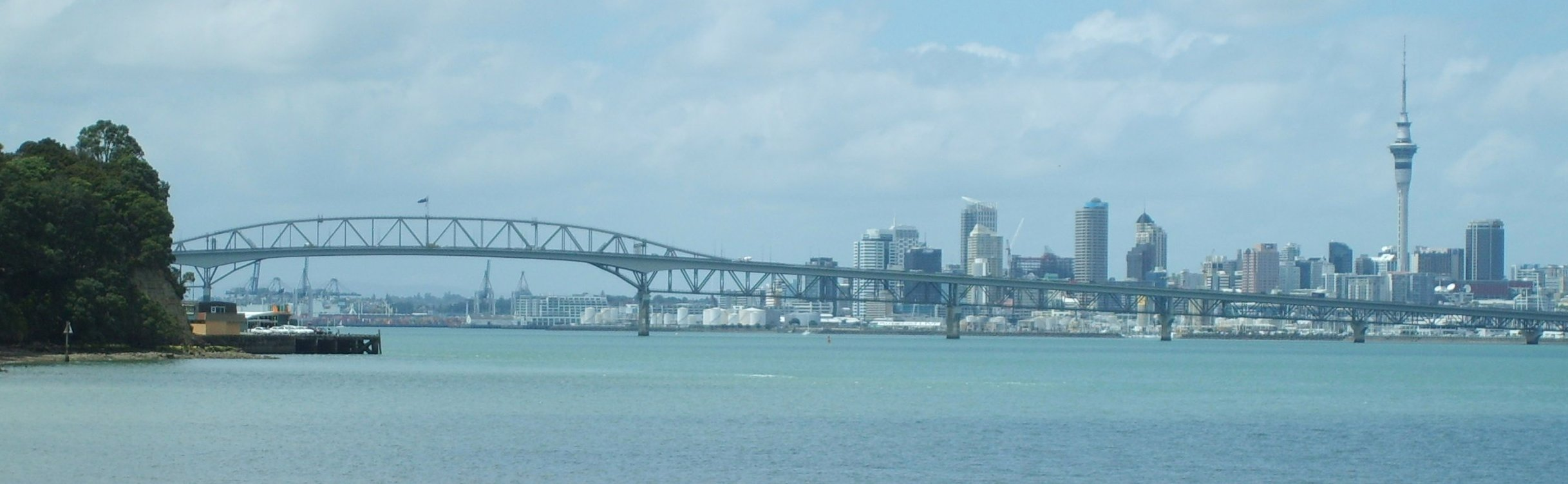
Blick von der Zuckerraffinerie auf die Auckland Harbour Bridge und das Stadtzentrum von Auckland. Der Fähranleger von Birkenhead befindet sich links, an der Spitze von Birkenhead Point

## Persönlichkeiten
- Clement Lindley Wragge, der Meteorologe, der die Benennung von Zyklonen nach Personen einführte, verlebte seine letzten Jahre in der Awanui Street Nr. 8
- Dave Norris (* 1939), Weit- und Dreispringer
- Son Rudall, früher neuseeländischer Filmemacher (Rewi's Last Stand)
- Hone Tuwhare (1922–2008), Dichter und kurzzeitig Mitglied des Stadtrates von Birkenhead